# Eunidia pujoli
Eunidia pujoli es una especie de escarabajo longicornio del género Eunidia, categorizada en la tribu Eunidiini, de la subfamilia Lamiinae. Fue descrita por Teocchi, Sudre & Jiroux en 2011.

## Descripción
Mide 10 mm de longitud.

## Distribución
Se distribuye por Camerún.